# Michaił Koluszew
Michaił Iwanowicz Koluszew (ros. Михаил Иванович Колюшев, ur. 28 kwietnia 1943 w Stalinabadzie, zm. 8 czerwca 2024) – radziecki kolarz torowy, trzykrotny medalista mistrzostw świata.

## Kariera
Pierwszy sukces w karierze Michaił Koluszew osiągnął w 1965 roku, kiedy wspólnie z Leonidem Wukołowem, Siergiejem Tierieszczenkowem i Stanisławem Moskwinem zdobył złoty medal w drużynowym wyścigu na dochodzenie podczas mistrzostw świata w San Sebastián. Wynik ten reprezentanci ZSRR w składzie: Stanisław Moskwin, Michaił Koluszew, Wiktor Bykow i Dzintars Lācis powtórzyli na mistrzostwach świata w Amsterdamie w 1967 roku, a na rozgrywanych rok wcześniej mistrzostwach we Frankfurcie radziecka drużyna z Koluszew w składzie zajęła trzecie miejsce. Ponadto w 1968 roku Koluszew wystąpił na igrzyskach olimpijskich w Meksyku, gdzie radziecka drużyna zajęła czwartą pozycję, przegrywając walkę o brąz z Włochami.